# Clanton (Alabama)
Pour les articles homonymes, voir Clanton.
Clanton est une ville américaine et siège du comté de Chilton, dans l'État  de l'Alabama, aux États-Unis.
Au recensement de 2000, sa population était de 7 800 habitants.

## Géographie
Clanton est située à 32° 50′ 23″ N, 86° 37′ 41″ O.
Selon le Bureau du recensement des États-Unis, la ville a une superficie totale de 52,7 km2, dont de 0,1 km2 d'eau, soit 0,15 % du total.

## Démographie
| 1890 | 1900 | 1910  | 1920  | 1930  | 1940  | 1950  | 1960  |
| ---- | ---- | ----- | ----- | ----- | ----- | ----- | ----- |
| 623  | 611  | 1 123 | 1 411 | 1 847 | 3 982 | 4 640 | 5 683 |

| 1970  | 1980  | 1990  | 2000  | 2010  | - | - | - |
| ----- | ----- | ----- | ----- | ----- | - | - | - |
| 5 868 | 5 832 | 7 669 | 7 800 | 8 619 | - | - | - |

## Source
- (en) Cet article est partiellement ou en totalité issu de l’article de Wikipédia en anglais intitulé « Clanton, Alabama » (voir la liste des auteurs).